# Mario + The Lapins Crétins: Sparks of Hope
Mario + The Lapins Crétins: Sparks of Hope est un jeu vidéo de tactique au tour par tour développé par Ubisoft sur Nintendo Switch, sorti le 20 octobre 2022 dans le monde entier,. Il s'agit d'un crossover entre la franchise Mario et celle des Lapins crétins, faisant suite au jeu Mario + The Lapins Crétins: Kingdom Battle de 2017.

## Trame
Une entité nommée Cursa a recherché l'énergie des Sparks, des créatures formées par la fusion de Lumas et de Lapins Crétins, et ce faisant, a plongé la galaxie dans le chaos. Mario et ses amis doivent voyager dans différents mondes pour rétablir la paix dans la galaxie, sauver les Sparks et vaincre Cursa. Au fil de leur quête, les héros explorent la galaxie et se font de nouveaux alliés : Edge, lapin Harmonie et Bowser. Arrivés au canyon desperado, ils découvrent que Cursa est en réalité Harmonie corrompue par le Mégabug. Dans la forteresse de Cursa, ils apprennent que Edge a été créé par Cursa. Les Héros réunis parviennent quand même à terrasser Cursa à l'aide d'Harmonie.

## Système de jeu
Le jeu se divise en deux phases : l'exploration et les combats. Pendant l'exploration, le joueur peut parler à d'autres personnes (principalement des lapins crétins), résoudre des énigmes, faire des quêtes ou marchander. Durant les combats de tactique au tour par tour, le joueur doit réaliser un objectif précis, comme vaincre tous les ennemis, en vaincre un certain nombre ou survivre. Pour réussir cet objectif, le joueur peut se déplacer, utiliser une arme ou technique propre à chaque personnage, ainsi qu'utiliser les Sparks octroyant un effet.

## Développement

### Versions
Le jeu vidéo est disponible sous deux versions différentes : la version standard comprenant le jeu et la version "gold" qui contient le jeu, des cosmétiques ainsi qu'un passe saisonnier.